# Партизан II (торпедный катер)
TČ-222 Partizan II, с 1991 года TB-51 Vukovar — югославский и хорватский торпедный катер проекта 206.

## История
Построен на верфи «Кралевица» в 1971 году, спущен на воду в том же году под именем «Партизан II». В 1991 году после провозглашения независимости Хорватии включён в состав ВМС Хорватии, ремонтировался на Военно-морском техническом заводе «Велимир Шкорпик» в Шибенике. После ремонта переименован в «Вуковар»; первый экипаж состоял из 12 офицеров и 12 матросов. В 2000 году корабль был выведен из состава ВМС Хорватии и продан, ныне он стоит на военном складе «Брижине» в Сплите. С 2009 года его имя носит ракетный катер RTOP-41.